# إريك أول باي
إريك أول باي (بالنرويجية البوكمول: Erik Ole Bye)‏ هو مغني أوبرا ومغني نرويجي، ولد في 20 مارس 1883 في درامن في النرويج، وتوفي في 17 مايو 1953 في أوسلو في النرويج.

## وصلات خارجية
- إريك أول باي على موقع الاتحاد الدولي للتجديف (الإنجليزية)
- إريك أول باي على موقع اللجنة الأولمبية الدولية (الإنجليزية)
- إريك أول باي على موقع أوليمبيديا (الإنجليزية)